# 2020-as kirgizisztáni tüntetések
A 2020-as kirgizisztáni tüntetések 2020. október 5-én kezdődtek a kirgizisztáni választások után, melyeket a tüntetők érvénytelennek tekintettek. Az eredményeket október 5-én annulálták. 2020. október 12-én  Dzseenbekov elnök Biskek területén szükségállapotot hirdetett, és ezt a parlament másnap el is fogadta. Dzseenbekov 2020. október 15-én lemondott.

## Előzmények
Kirgizisztánnak eddig két forradalommal kellett szembe néznie a XXI. században: az egyik a 2005-ös tulipános forradalom, a másik pedig a 2010-es kirgizisztáni forradalom volt. 2020 augusztusban Szooronbaj Dzseenbekov kirgiz elnök jelezte, hogy a Covid19-pandémia ellenére a választásokat nem tolják el későbbre. Több újságíró is arról számolt be, hogy zaklatták vagy megtámadták. A parlamentbe bejutott pártok mellett csak az Egyesült Kirgizisztán ellenezte a Dzseenbekov vezette, hatalmon lévő kormányt.
Politikai elemzők szerint a 2020-as tüntetések mögött szocio-ökonómiai okok is meghúzódhatnak, mert eltér egymástól Kirgizisztán agrártársadalmi déli és a sokkal fejlettebb északi része. A nemrég megszervezett választásokon a 120 elérhető helyből 100-at a Dzseenbekovot támogató déliek szereztek meg.

## Lefolyása

### Október 5.
A tüntetések 2020. október 5-én kezdődtek, mikor egy legfeljebb 1000 fős, később 5000 fősre duzzadt tömeg Biskekben (Kirgizisztán fővárosában) összegyűlt, hogy tüntessenek az eredmények és az esetleges szavazatvásárlások miatt, melyek a 2020-as kirgiz parlamenti választást jellemezték. Az est leszállta után a rendőrök könnygázzal és vízágyúval akarták szétoszlatni az Ala-Too téren összegyűlt embereket. A tüntetők állítólag rendőröket támadtak meg, és kővel dobálták őket, akik közül ketten megsebesültek. Almazbek Atambajev elnököt kiengedték a börtönből.

### Október 6.
2020. október 6-án korán reggel a tüntetők visszanyerték a Biskek központjában lévő Ala-Too tér feletti ellenőrzést. Ezen kívül elfoglalták a Fehér Házat és a közelben égő Legfelső Tanács épületét, ahonnét égő papírokat dobáltak ki. Ezen kívül bejutottak az elnök irodájába is. Egy tüntető meghalt, további 590 megsebesült.
Október 6-án, a tüntetések után a választási bizottság megsemmisítette a parlamenti választások eredményét. Gulnara Jurabaeva. A Központi választási Bizottság tagja ugyanakkor elismerte, hogy a bizottság a saját feloszlatását is mérlegelte.
Ugyanakkor a tüntetők, akik elfoglaltak több kormányzati helyszínt is, ahol több vidéki vezető is lemondott, úgy érezték, övék a hatalom. Szooronbaj Dzseenbekov azt mondta, államcsínnyel kell szembe néznie, majd azt nyilatkozta a BBC-nek, hogy „kész feladni az erős vezetők felelősségét.”
Valószínűleg a tüntetőktől érkező nyomás hatására lemondott Kubatbek Boronov resigned, citing parliamentary deputy Myktybek Abdyldayev as the new speaker.

### Október 7.
Október 7-én az ellenzéki pártok sikertelenül próbáltak meg kormányt alakítani. Boronov miniszterelnök lemondása után Sadyr Japarov volt törvényhozót nevezték ki helyettesének. Az ellenzéki pártok megkérdőjelezték Japarov helyzetét, és saját jelöltet állítottak, Tilek Toktogaziyevet. Japarov szerint már ő a „legitim miniszterelnök”, és őt „a parlament többsége” választotta meg.  Boronov lemondását azonban még el kell fogadnia Dzseenbekov elnöknek ezért október 7-én a kormány honlapjai még őt nevezték meg miniszterelnöknek.
Tüntetők gyűltek össze, hogy tüntessenek Japarov jelölése ellen, és hogy követeljék Dzseenbekov lemondását. Az Egészségügyi Minisztérium szerint szerda reggel az ország kórházaiban és klinikáin nem kevesebb, mint 768 embert ápoltak a tüntetés során szerzett sebesülésekkel. A Reuters szerint ekkor már három, különböző csoport állította, hogy övék a hatalom.
Eközben a kirgiz képviselők Kanybek Imanaliev, az Ata-Meken ellenzéki csoport egyik tagja szerint elkezdték az elnök eltávolításához szükséges folyamatot.

### Október 9.
Dzseenbekov vészhelyzetet hirdetett, a hadsereget pedig Biskekbe vezényelte. Ugyanakkor október 21-ig 12 órás kijárási tilalmat vezetett be. Biskekben a véres összecsapások helyszínein lövéseket lehetett hallani már azután, hogy Dzseenbekov bejelentette a határozatát. Dzseenbekov hivatalosan is elfogadta Boronov lemondását.

### Október 10.
A kirgiz speciális erők fogságba ejtették Almazbek Atambajev volt elnököt, mikor rajta csaptak a házában.
Sadyr Japarovot, a parlament volt tagját nevezte ki a parlament az ország átmeneti miniszterelnökének, akit a tüntetők október 5-én szabadítottak ki a börtönből.

### Október 12.
Október 12. és október 19. között ismételt vészhelyzetet rendelt el Biskekre Dzseenbekov elnök.  Az ellenzéki pártok kijelentették, hogy el akarják mozdítani az elnököt a posztjáról. Dzseenbekov azt mondta, meggondolná a lemondását, de csak azután, hogy a politikai válság rendeződik. 22 és 5 óra közötti időszakra kijárási tilalmat rendeltek el. Kirgiz haderő tankjait küldték a fővárosba, hogy ellenőrzés alatt tarthassák a helyzetet.

### Október 13.
Kanat Isaevet választották meg a Legfelsőbb Tanács házelnökének, de a pozícióra ugyanakkor senki sem jelentkezett. A parlament – miután elutasította az első vészhelyzet kihirdetését – a második javaslatot elfogadta. Dzseenbekov hivatalosan visszautasította Sadyr Japarov miniszterelnökké jelölését.

### Október 15.
Szooronbaj Dzseenbekov a politikai feszültségnek véget akarván vetni, lemondott a Kirgizisztán elnöke címről. Mindeközben kijelentette: „Felszólítom Japarovot és a többieket, hogy hívják vissza az ország fővárosából a támogatóikat, és hagyják, hogy Biskek lakói ismét nyugalomban élhessenek.”

## Reakciók

### Kína
Október 7-én a Kínai Külügyminisztérium szóvivője, Hua Chunying ezt mondta: „Mint barátságos szomszéd és mint stratégiai partner, Kína abban reménykedik, hogy Kirgizisztánon belül az összes fél dialógusokon és konzultációkon keresztül meg tudja oldani az esetet a törvényes keretek között, és Kirgizisztánban hamarosan visszatér a stabilitás.”

### Oroszország
Október 7-én  Vlagyimir Putyin Oroszország elnöke kifejezte aggályát a szomszédos Kirgizisztánban kialakult politikai zűrzavar miatt. Ugyanakkor reményét fejezte ki, hogy hamarosan visszatér a stabilitás az országba. Oroszország ugyanakkor arról biztosította a közvéleményt, hogy mind a két féllel kapcsolatban áll, és remélték, hogy hamarosan visszaáll a demokratikus rend. Október 8-án a Kreml szóvivője, Dmitry Peskov azt mondta: „A szituáció összevisszaságnak, káosznak látszik.”  Ugyanakkor hozzátette, hogy egy békeszerződés miatt mindenképpen meg kell akadályozni az ország szétesését.